# KEK Habsheim

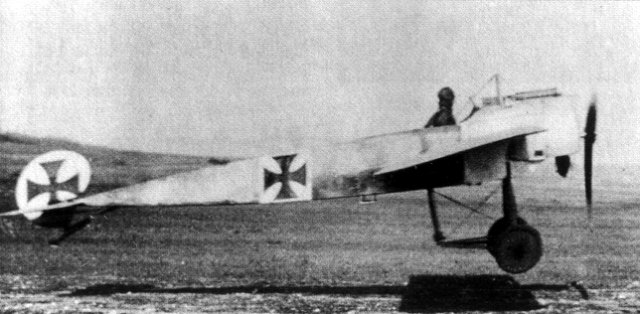
Fokker E.III – samolot będący na wyposażeniu KEK H w 1916 roku

Kampfeinsitzerkommando Habsheim – KEK H – jednostka lotnictwa niemieckiego Luftstreitkräfte z okresu I wojny światowej.

## Informacje ogólne
Jednostka została utworzona w bazie w Habsheim w departamencie Haut-Rhin w Alzacji, w połowie 1915 w jednym z pierwszych etapów reorganizacji lotnictwa. Składała się z kilku jednomiejscowych uzbrojonych samolotów przydzielonych bezpośrednio do dowództwa Armee Abteilung „B”. 28 września 1916 roku w kolejnym etapie reorganizacji lotnictwa niemieckiego na bazie tej jednostki utworzono eskadrę myśliwską Jasta 15.
W KEK H służyli między innymi: Ernst Udet.
Głównymi samolotami używanymi przez pilotów KEK Habsheim były Pfalz E.IV, Fokker E.III, Fokker D.III.

## Dowódcy Eskadry
| Stopień | Nazwisko          | Okres                |
| ------- | ----------------- | -------------------- |
| Kapitan | Walter Mackenthun | xx.1915 – 28.10.1916 |